# Villa Dr.-Schmincke-Allee 22 (Radebeul)
Die Villa Dr.-Schmincke-Allee 22 liegt im Stadtteil Serkowitz der sächsischen Stadt Radebeul. Sie wurde 1892 durch die ortsansässigen Baumeister Gebrüder Ziller in der von ihnen selbst auch erschlossenen Straße errichtet.

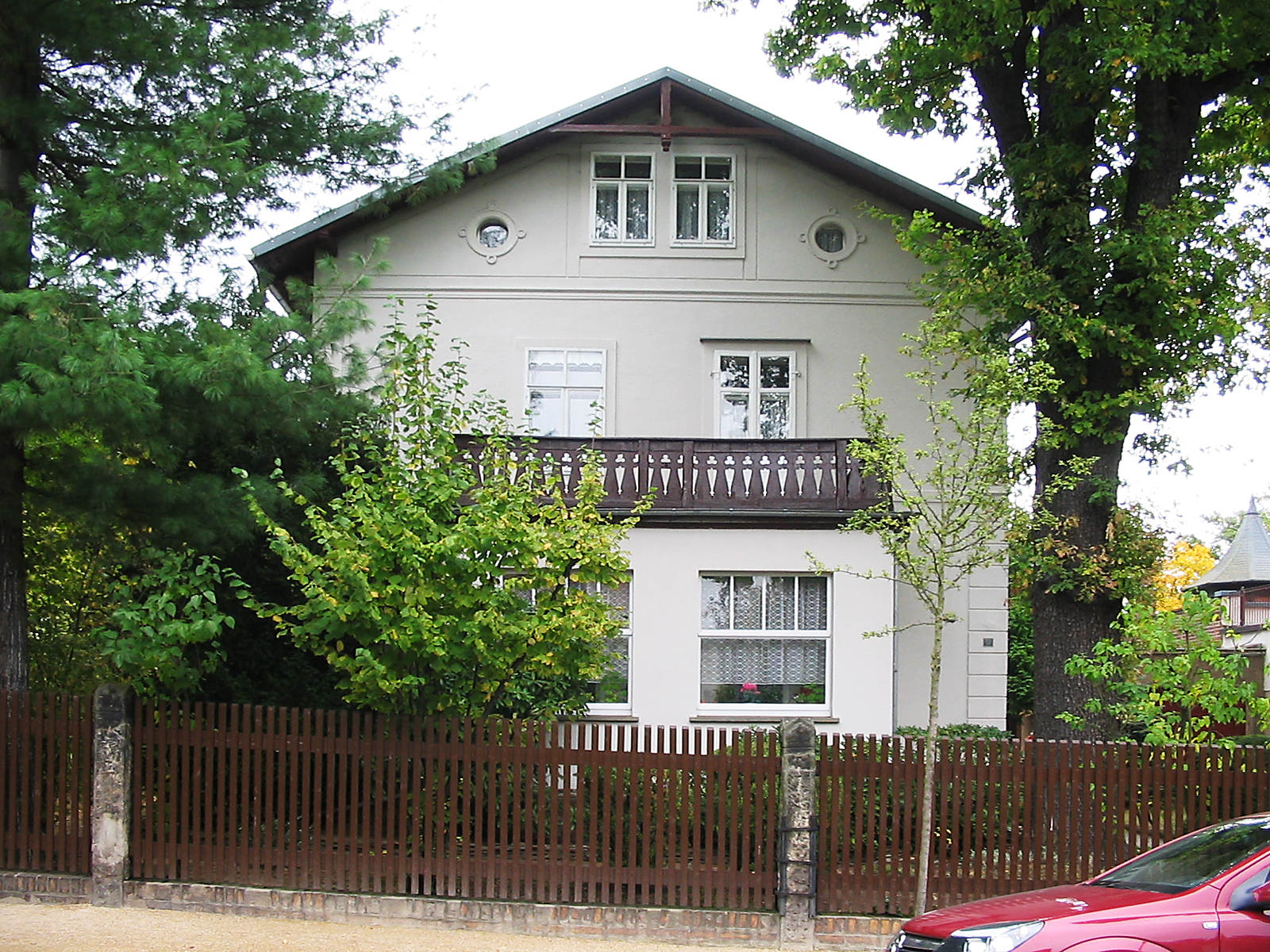
Villa Dr.-Schmincke-Allee 22

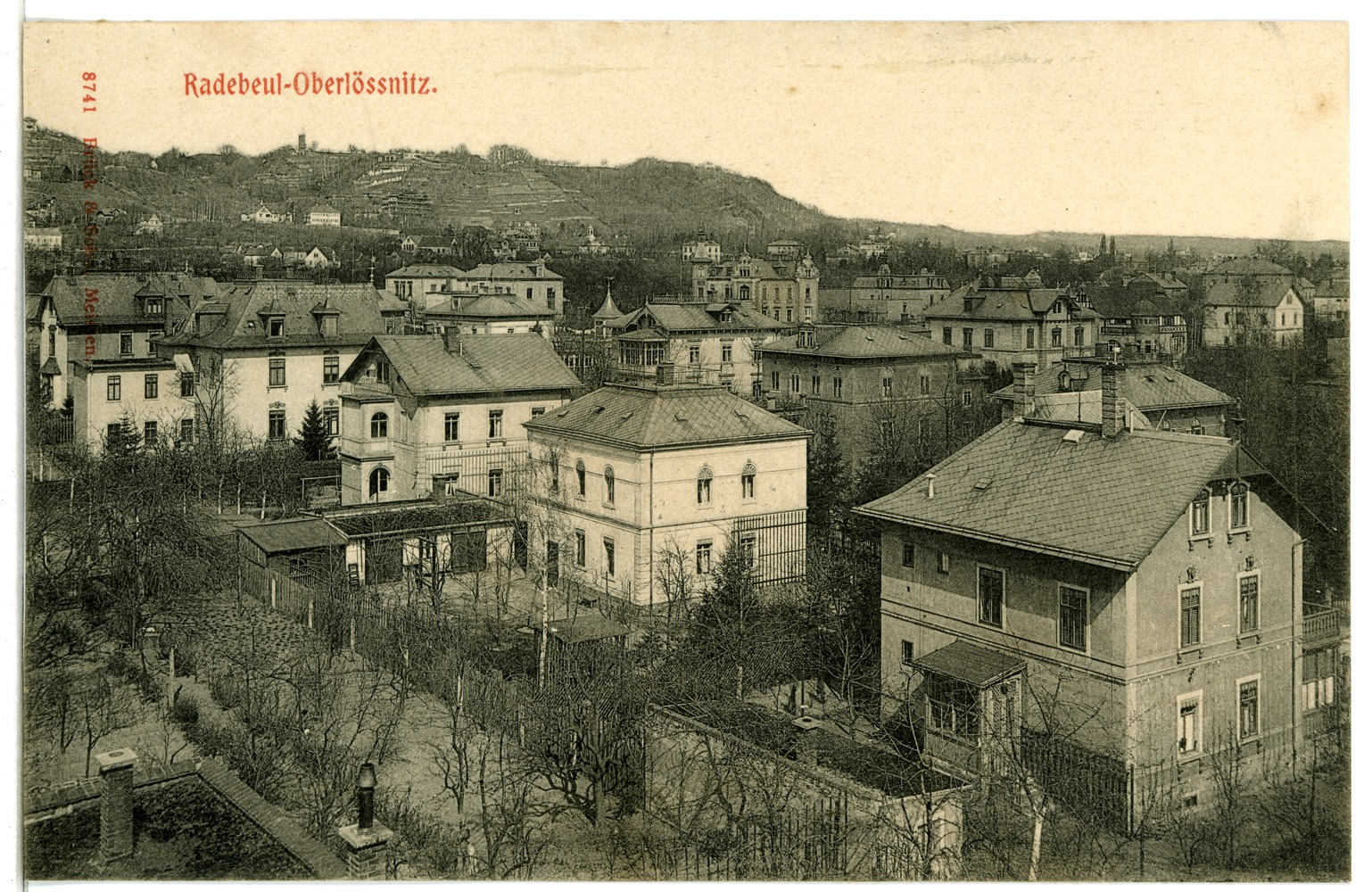
1907: Häuserreihe unten sind die Rückseiten der Villen Nrn. 13–21, darüber die Straßenseiten der Nrn. 14–22 (jeweils von rechts nach links)

## Beschreibung
Die zweigeschossige, zusammen mit ihrer Einfriedung unter Denkmalschutz stehende Villa steht giebelständig zur Straße. Sie steht auf einem Bruchsteinsockel und hat über einem Sparrengiebel ein flachgeneigtes, weit überstehendes Satteldach, das schiefergedeckt ist.
Der schlichte Putzbau mit Anklängen an den Schweizerstil zeigt im Obergeschoss Putzbänder und Ecklisenen, im Erdgeschoss finden sich Eckquadraturen. Die Fenster werden durch Sandsteingewände eingefasst.
In der zweiachsigen Giebelseite findet sich im Giebeldreieck ein Koppelfenster, flankiert durch zwei Rundfenster. Darunter befinden sich ein Fenster und eine Fenstertür, die auf einen holzumfassten Austritt führt, darunter die 1936 massiv umgebaute Veranda mit breiten Fenstern.
In der Traufseite hat das Wohngebäude drei Achsen. Der Eingangsvorbau liegt auf der der Straße entgegengesetzten Rückseite.
Die Einfriedung ist ein Lattenzaun zwischen Sandsteinpfeilern.
Die unten im Bild gezeigte Dr.-Schmincke-Allee 17 zeigt noch zeitgenössischen hölzernen Giebelschmuck dieser Schweizervillen.

## Villa Dr.-Schmincke-Allee 17

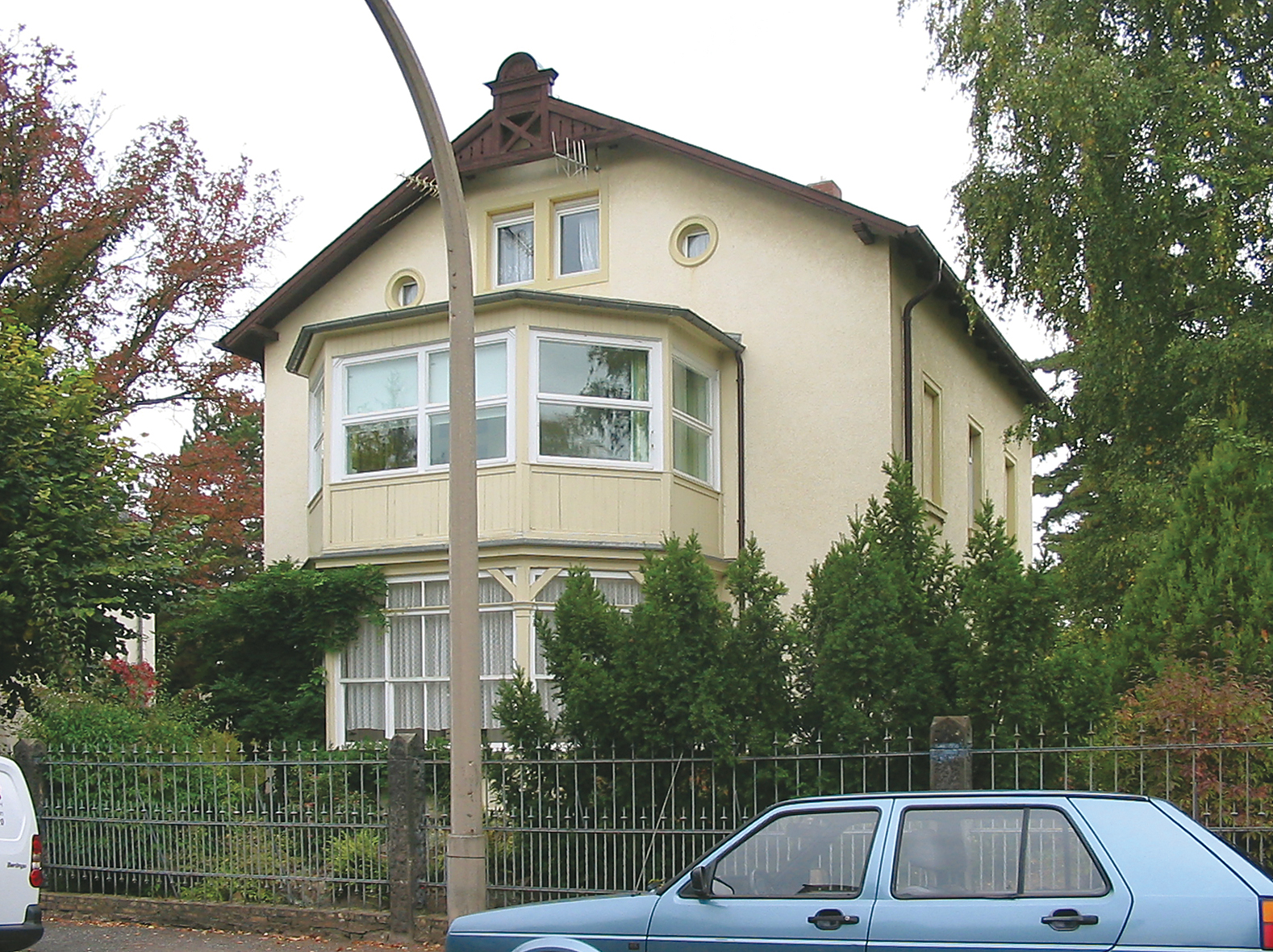
Villa Dr.-Schmincke-Allee 17: Obenauf noch mit hölzernem Giebelschmuck

Die ähnlich wie die Villa Nr. 22 gestaltete Villa Nr. 17 steht nicht mehr unter Denkmalschutz, war jedoch zu DDR-Zeiten ab 1979 ein Denkmal der Architektur. Das ebenfalls von den Gebrüdern Ziller errichtete Wohngebäude stammt ebenfalls aus der Zeit um 1892.
Die Fassaden sind heute glatt verputzt. Die zur Straße gehende, polygonale verglaste Veranda zeigt noch das ursprüngliche Holzständerwerk. Der Austritt obenauf ist ebenfalls polygonal; er wurde zu einem Wintergarten geschlossen.